# Part III des Mathematical Tripos

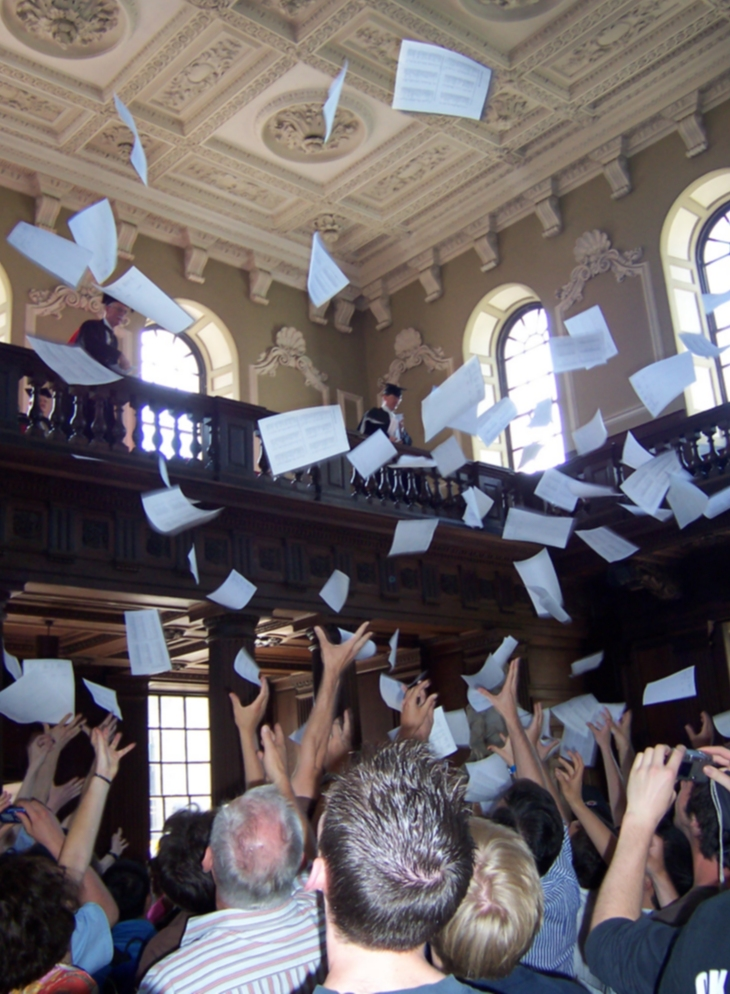
Die Noten von Part II und Part III des Mathematical Tripos werden öffentlich in der Universität Cambridge verkündet und vom Balkon geworfen.

Part III ist der Name für das Abschlussjahr des Mathematical Tripos der Universität Cambridge, und gleichzeitig ein eigenständiges Aufbaustudium für international ausgewählte Studenten. Ungefähr die Hälfte der ausgesuchten Teilnehmer kommt aus dem Vereinigten Königreich, der Rest aus dem Ausland. Der Kurs ist eine einjährige Vorbereitung für eine wissenschaftliche Laufbahn in theoretischer Physik und angewandter Mathematik; er ist  äquivalent zu einem einjährigen Masterstudiengang. Er wurde früher auch als das Certificate of Advanced Studies in Mathematics (abgekürzt CASM) bezeichnet.
Der Kurs dauert ein Jahr und ist in drei achtwöchige Trimester aufgeteilt. Es wird eine große Auswahl an Vorlesungen zu angewandter und reiner Mathematik und theoretischer Physik angeboten. Das dritte Trimester ist vor allem für Prüfungen und Wiederholung der Vorlesungsinhalte der ersten beiden Trimester vorgesehen.
Neben den Abschlussprüfungen haben die Teilnehmer auch die Möglichkeit, in einem Essay einen Teil der Prüfungsleistung zu erbringen.
Part III gilt als Rekrutierungsprogramm für Doktoranden des DAMTP (Department of Applied Mathematics and Theoretical Physics) von Cambridge. An vielen Universitäten in Großbritannien und in den USA sind Absolventen von Part III als Doktoranden sehr begehrt.
Seit Oktober 2010 wird den erfolgreichen Absolventen des Kurses ein Mastertitel verliehen. Studenten, die bereits den Grad eines Bachelors der Universität Cambridge erworben haben, erlangen einen „Master of Mathematics“, externe Kandidaten (die nur für das Abschlussjahr des Part III eingeschrieben waren) erhalten für dieselbe Prüfungsleistung einen „Master of Advanced Study“ (MASt).
Absolventen früherer Jahrgänge, die ein CASM erworben haben, kann auf Antrag und bei Vorliegen weiterer Voraussetzungen der jeweilige akademische Grad auch rückwirkend erteilt werden.